# Komora laminarna

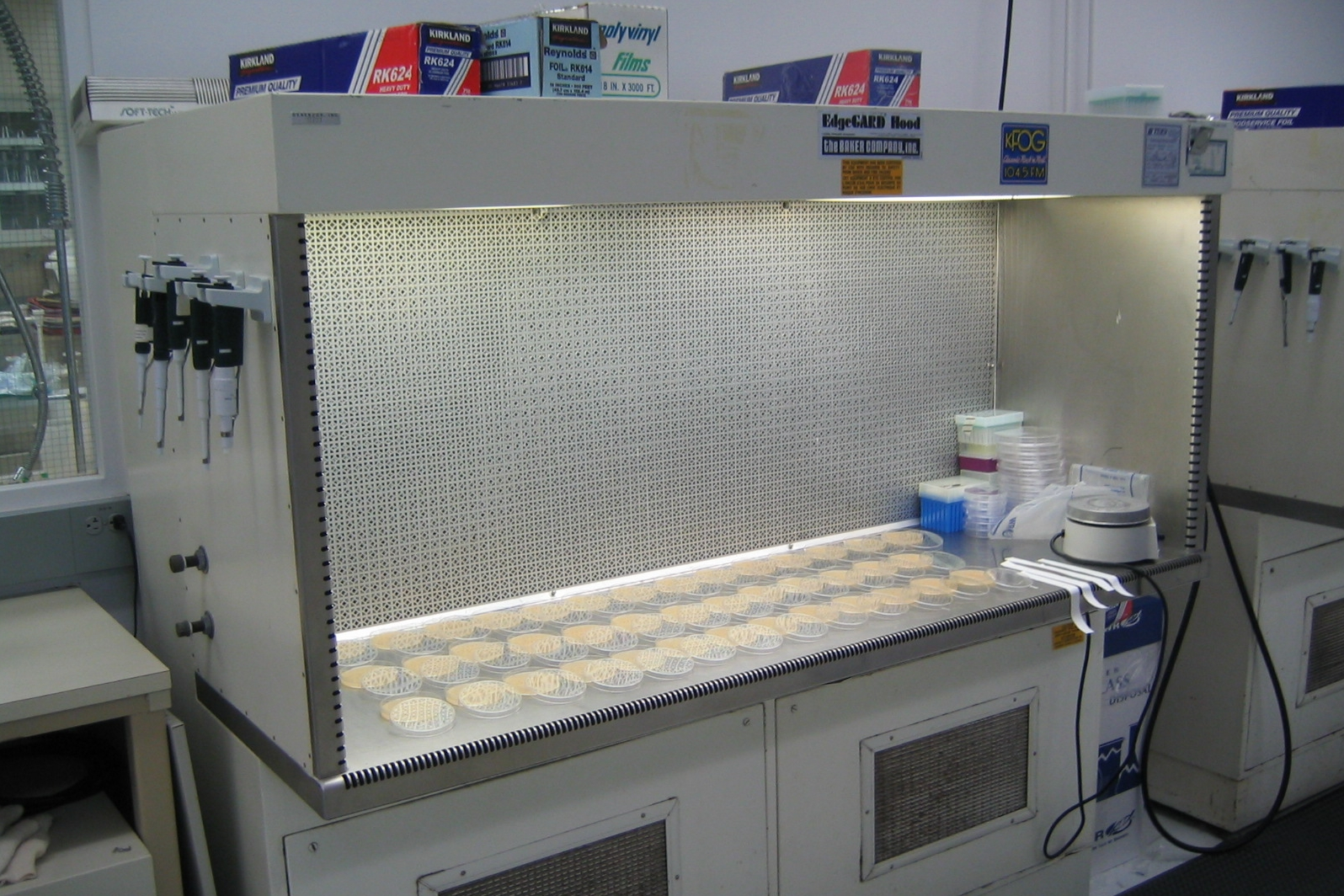
Komora laminarna z poziomym przepływem powietrza

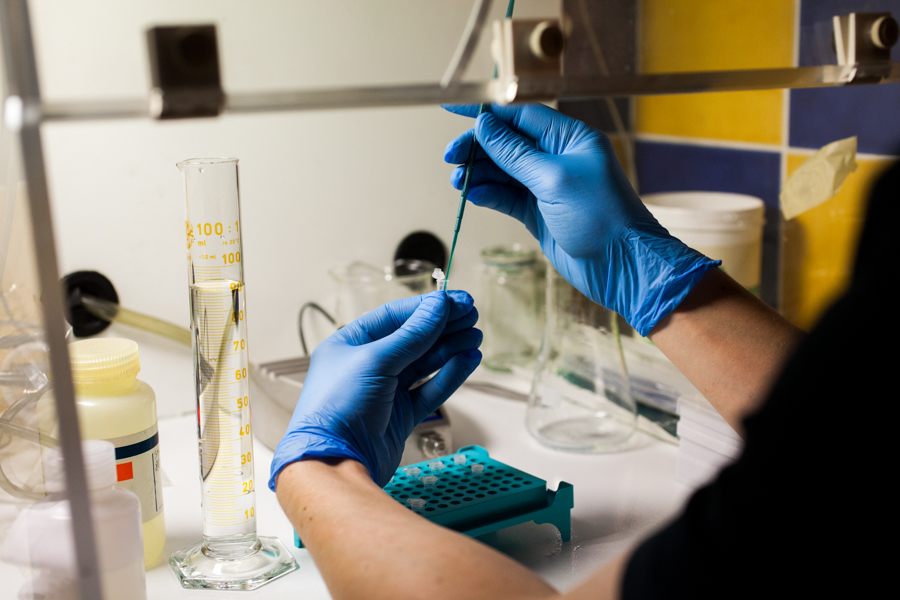
Przygotowanie próbek mikrobiologicznych w komorze laminarnej. Instytut Systematyki i Ewolucji Zwierząt Polskiej Akademii Nauk w Krakowie

Komora laminarna – urządzenie wykorzystywane do pracy laboratoryjnej w warunkach sterylnych, przypominające nieco dygestorium. 
Zachodzi w niej przepływ laminarny (warstwowy, niezaburzony) jałowego powietrza, które wcześniej zostało poddane filtracji przez tzw. filtr HEPA (z ang. wysokosprawny filtr zanieczyszczeń stałych powietrza – high efficiency particulate air filter). 
Komora wyposażona jest też często w lampę ultrafioletową, którą włącza się przed pracą, aby dodatkowo wyjałowić wnętrze (przestrzeń roboczą) komory. Jałowe powietrze wydostające się z komory ciągłym, równomiernym strumieniem, tworzy barierę utrudniającą wniknięcie do komory przetrwalnikom bakterii czy zarodnikom grzybów, które stale unoszą się w powietrzu poza komorą. Pozwala to na zachowanie jałowych warunków wymaganych w pracy m.in. z bakteriami czy hodowlami komórek. 
Często do komory laminarnej na stałe podłączony jest palnik gazowy (np. do wyżarzania ez bakteriologicznych), pomimo że zaburza on nieco laminarny ruch powietrza.  
W najbardziej typowej komorze laminarnej panuje ruch powietrza o kierunku odwrotnym niż w dygestorium. Pod względem budowy wyróżnia się komory z pionowym lub poziomym (o dużym filtrze HEPA) przepływem powietrza.